# Charles Causley
Charles Stanley Causley, CBE, CLit, FRSL (* 24. August 1917 in Parish St. Thomas, Launceston, Cornwall; † 4. November 2003 ebenda) war ein britischer Dichter, Kinder- und Jugendbuchautor und Rundfunksprecher, der 1967 die Queen’s Gold Medal for Poetry sowie 1971 den Cholmondeley Award erhielt. Seine engen Beziehungen zu seiner Heimatstadt Launceston boten ihm eine einzigartige, verwurzelte Sicht auf die Welt, und seine Seekriegserfahrung inspirierte seine frühen Gedichte wie in seiner ersten Gedichtsammlung Farewell Aggie Weston (1951). Seine Gedichte sind allmählich gesprächiger geworden, doch seine Meditationen über Familienerinnerungen, Leben, Landschaft und Legende sind alles andere als simpel. Gesammelte Gedichte 1951-1975, die Verse für Erwachsene und Kinder kombiniert, wurden 1975 und Gesammelte Gedichte für Kinder 1995 veröffentlicht. Gesammelte Gedichte 1951–2000 wurde im Jahr 2000 veröffentlicht. 2001 wurde er Companion of Literature der Royal Society of Literature, der er zuvor bereits als Fellow angehörte.

## Leben

### Familie, Zweiter Weltkrieg und Grundschullehrer

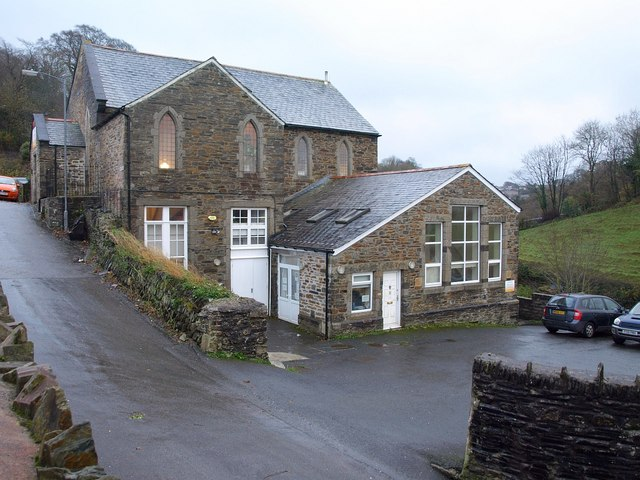
Die Grundschule in Launceston, an der Causley sowohl Schüler als auch Lehrer war.

Charles Stanley Causley, Sohn des Gärtners Charles Samuel Causley und der Hausangestellten Laura Jane Causley, geborene Bartlett, wurde 1924 im Alter von sieben Jahren Halbwaise, als sein Vater an den Folgen von Verletzungen als Fahrer im Army Service Corps an der Westfront im Ersten Weltkrieg starb. Durch die darauf folgende Erziehung bestand zeitlebens eine besonders enge Beziehung zu seiner Mutter. Er besuchte zunächst die Grundschule in Launceston und daraufhin das Launceston College, das er mit sechzehn Jahren 1933 abschloss. Im Anschluss arbeitete er einige Jahre als Büroangestellter in einem Bauunternehmen. Durch die Kriegsgedichte von Siegfried Sassoon erlangte er einen ersten klareren Blick auf die Welt seines Vaters im Krieg und wurde dadurch zur Lektüre der Werke von Robert Graves, Edmund Blunden und Wilfred Owen inspiriert.
Seine eigenen Kriegserfahrungen begannen nach Ausbruch des Zweiten Weltkrieges, als sich Causley im August 1939 freiwillig zum Kriegsdienst in der Royal Navy meldete. Er war als Nachrichtentechniker tätig und wurde im August 1940 zum Zerstörer Eclipse zur Home Fleet auf den Marinestützpunkt Scapa Flow versetzt. Später diente er auf dem Flugzeugträger Glory und wurde zuletzt zum Petty Officer befördert. Nach Kriegsende und der Demobilisierung absolvierte Charles Causley ein Lehramtsstudium am Training College in Peterborough und war danach dreißig Jahre lang bis zu seiner Pensionierung 1976 als Lehrer an seiner ehemaligen Grundschule in Launceston tätig.

### Erste Arbeiten als Dichter, Kinder- und Jugendbuchautor
Seine Kriegserfahrungen inspirierte seinen frühen Gedichte wie in seiner ersten Gedichtsammlung Farewell Aggie Weston. Seine Erlebnisse im Zweiten Weltkrieg verarbeitete er ferner in Hands to Dance (1951) sowie später in der erweiterten Ausgabe Hands to Dance and Skylark (1979). In den folgenden zehn Jahren erschienen mit Survivor’s Leave (1953), Union Street (1957) und Johnny Alleluia (1961) drei weitere Gedichtbände. Die Gedichte in allen vier Sammlungen verwendeten lebhaft die traditionelle Balladenform und beschäftigten sich mit Kriegserfahrungen in Bildern, die Kinderreim, Volkslied und Umgangssprache zusammenbrachten, die oft von oder im Namen der Christus-ähnlichen Figur eines verwundeten Unschuldigen gesprochen wurden. Abwechselnd lyrisch und unverblümt bodenständig, als ob die von ihm verehrten Autoren Walter de la Mare und Rudyard Kipling in Zusammenarbeit schreiben würden, ist ein Gedicht wie „Able Seaman Hodge Remembers Ceylon“ ein typisches Beispiel:
‚O the blackthorn and the wild cherry
And the owl in the rotting oak tree
Are part of the Cornish landscape
Which is more than can be said for me.
O the drum and the coconut fiddle
And the taste of Arabian tea,
The Vimto on the veranda
And the arrack shops on the quay.‘
„O der Schwarzdorn und die wilde Kirsche
Und die Eule in der verrottenden Eiche
Sind Teil der cornischen Landschaft
Was mehr ist als für mich gesagt werden kann.
O die Trommel und die Kokosnussgeige
Und der Geschmack von arabischem Tee,
Der Vimto auf der Veranda
Und die Arrak-Läden am Kai.“
1967 erhielt Charles Causley die Queen’s Gold Medal for Poetry. Seine Sammlung Underneath the Water (1969), die zwei Jahre nach einem Herzinfarkt seiner Mutter erschien, war seine bis dahin beste Anthologie. Sie zeigte sehr viel über das Werk eines Schriftstellers, der „nach Hause gekommen“ war, obwohl er keine Neigung hatte, sich niederzulassen. Es enthielt mehrere der Gedichte, für die er am bekanntesten wurde, darunter „Timothy Winters“, „Ballad of the Bread Man“ und „By St Thomas Water“. 1971 wurde er des Weiteren mit dem Cholmondeley Award ausgezeichnet.
Während seiner Tätigkeit als Lehrer entdeckte Causley schon früh, wie ein Klassenzimmer widerspenstiger Kinder durch das Vorlesen von Balladen verzaubert werden kann, und es ist angesichts der lyrischen und erzählerischen Gaben, die bereits in seiner Arbeit für Erwachsene gezeigt wurden, nicht verwunderlich, dass er bald Gedichte für Kinder veröffentlichen sollte, die den Status von Klassikern erlangten. Seine Sammlung Puffin Book of Magic Verse (1974) enthielt eine einfühlsame Einführung, die im Namen und der Natur der Poesie mit einem Gefühl des Staunens und Mysteriums junge Leser direkt ansprach.

### Spätere Werke

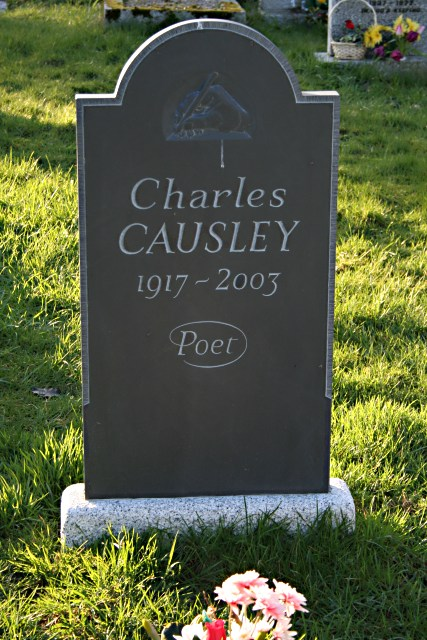
Grab von Charles Causley auf dem St Thomas Churchyard in Launceston.

Seine Gedichte wurden allmählich gesprächiger, doch seine Meditationen über Familienerinnerungen, Leben, Landschaft und Legende sind alles andere als simpel. Gesammelte Gedichte 1951-1975, die Verse für Erwachsene und Kinder kombiniert, wurden 1975 veröffentlicht. Nach seiner Pensionierung als Lehrer unternahm er zahlreiche Reise und nahm auch die Einladungen an, als Writer in Residence an der University of Western Australia, am Footscray Institute of Technology und an der School of Fine Arts in Banff zu arbeiten. 1977 verlieh ihm die University of Exeter einen Ehrendoktor.
1982 würdigte Ted Hughes zusammen mit anderen angesehenen Dichtern wie Philip Larkin, Seamus Heaney und Kathleen Raine Causley in einer Festschrift, Poems for Charles Causley, die von Michael Hulse herausgegeben wurde. 1986 wurde er Commander des Order of the British Empire (CBE). Seine späteren Sammlungen Secret Destinations (1984), A Field of Vision (1988) sowie Collected Poems (1992, 1997 und 2000) waren weiterhin durch seine Lokalität und zunehmend auch durch seine Herkunft geprägt, oft in einer diskursiven, anekdotischen Art und Weise, die sich stark von den Balladen unterschied, aber auch sein Leben als aufmerksamer Reisender widerspiegelte. 2001 wurde er Companion of Literature der Royal Society of Literature, der er zuvor bereits als Fellow angehörte.
Nach einem Sturz lebte Causley in Kernow House, einem Pflegeheim in Launceston. Er verstarb unverheiratet und kinderlos am 4. November 2003 und wurde auf dem St Thomas Churchyard in Launceston bestattet.
Sein Gedicht Ballad of the Breadman erschien 2008 auf dem zweiten The Jethro Tull Christmas Album, dem Album Christmas at St Bride’s 2008. Nach ihm ist der Charles Causley Fund, zu dessen Schirmherren Patrick Gale gehört.

## Veröffentlichungen
- Benedict (1938)
- Farewell, Aggie Weston (1951)
- Hands to dance (1951)
- Survivor’s leave (1953)
- Peninsula (1957)
- Union Street (1957)
- Johnny Alleluia (1961)
- Rising early (1964)
- How pleasant to know Mrs. Lear (1964)
- Modern ballads and story poems (1965)
- Modern Folk Ballads (1966)
- Underneath the water (1968)
- Figure of 8: narrative poems (1969)
- Figgie Hobbin (1970)
- Pergamon poets (1970)
- The tail of the trinosaur (1972)
- Six Women (1973)
- The Puffin book of magic verse (1974)
- As I went down zig zag (1974)
- Collected poems, 1951–1975 (1975)
- As I Went Down. Stuff and nonsense books (1975)
- Dick Whittington (1976)
- The Hill of the Fairy Calf (1976)
- Here we go round the Round House (1976)
- The song of the shapes (1977)
- The animals’ carol (1978)
- The gift of a lamb (1978)
- The Puffin Book of Salt-sea Verse (1978)
- Three heads made of gold (1978)
- The last king of Cornwall (1978)
- Hands to dance and skylark (1979)
- Batsford Book of Stories in Verse for Children (1979)
- Best of the Poetry Year (1979)
- The ballad of Aucassin and Nicolette (1981)
- The Sun, Dancing (1982)
- Schondilie (1982)
- Secret Destinations (1984)
- „Quack!“ said the billy-goat (1986)
- Twenty-one poems (1986)
- Kings’ Children (1986)
- Early in the morning (1986)
- Jack the Treacle Eater (1987)
- A field of vision (1988)
- Collected poems (1992)
- My Mother’s epic grandeur (1992)
- The Young Man of Cury and Other Poems (1993)
- Going to the fair (1994)
- All Day Saturday and Other Poems (1995)
- All day Saturday (1996)
- Collected poems for children (1996)
- Poetry Please (1997)
- Collected Poems 1951–1997 (1997)
- The Merrymaid of Zennor (1999)
- Bring in the holly (2000)
- Collected poems, 1951–2000 (2000)
- Illustrated Poetry Please! (2002)

## Hintergrundliteratur
- Neil Philip: Magic in the poetry of Charles Causley, 1982
- Harry Chambers: Causley at 70, 1987, ISBN 0-9052-9189-1
- Neil Philip: Story and symbol. Charles Causley, poet and teacher…, 1988
- Morag Styles: Charles Causley, 1990
- Michael Hanke (Herausgeber): Through the granite kingdom : critical essays on Charles Causley, Wissenschafts-Verlag Trier, 2011, ISBN 978-3-86821-338-6
- Laurence Green: All Cornwall Thunders at My Door. A Biography of Charles Causley, The Cornovia Press, 2013, ISBN 978-1-90887-808-3
- N. A. V. Walker: Charles Causley. A poet and the Second World War
- Chambers Biographical Dictionary. Edinburgh 2002, ISBN 0-550-10051-2, S. 289